# Nagisa Sakurauchi
Nagisa Sakurauchi (jap. 櫻内 渚 Sakurauchi Nagisa; ur. 11 sierpnia 1989 w Yao) – japoński piłkarz występujący na pozycji obrońcy, zawodnik Júbilo Iwata.

## Życiorys

### Kariera klubowa
Od 2012 roku występuje w japońskim klubie Júbilo Iwata, umowa do 31 stycznia 2020.

## Sukcesy

### Klubowe
Júbilo Iwata
- Zdobywca drugiego miejsca J2 League: 2015